# Långtjärnen (Lungsunds socken, Värmland, 659218-140783)
Långtjärnen är en sjö i Storfors kommun i Värmland och ingår i Göta älvs huvudavrinningsområde.